# Enrico va a scuola
Enrico va a scuola è un singolo composto dalla rock-band milanese di Elio e le Storie Tese per la mostra Enrico va a scuola, ideata dal pittore cremasco Aldo Spoldi. L'evento è stato organizzato dall'associazione Franco Agostino Teatro Festival in occasione della nona edizione (2007) dell'omonimo Festival, dal titolo "La scuola è aperta a tutti. Noi, i Bambini e la Costituzione" e dedicata all'articolo 34 della Costituzione della Repubblica Italiana.
Il brano è stato stampato anche su un cd-singolo dato in omaggio insieme all'acquisto del catalogo della mostra tenutasi dal 25 marzo 2007 all'11 aprile 2007 presso lo spazio ERSAF di Crema.